# Список серий аниме One Piece (серии 207—263)
Здесь представлен список серий 207—263 аниме One Piece, их краткое содержание, даты выхода на родине, а также главы манги, по которым они сняты. Сезон делится на сюжетные арки — фрагменты сериала, объединённые общим сюжетом. Некоторые сюжетные арки являются экранизацией событий манги, изображённых на обложках различных глав.

## Список серий

### Длинно-Кольце-Длинье
| 207 | Удивительное приключение на Длинно-Кольце-Длинье! «Rongu Ringu Rongu Rando no Daibōken!» (ロングリングロングランドの大冒険！)                      | 303, 304, 305                 | 31 октября 2004 года |
| Пираты Соломенной Шляпы высаживаются на следующем острове Гранд-Лайн, на котором всё имеет удлиненную форму: очень высокие деревья, длинные-длинные собаки, лошадь с очень длинной шеей. Всё на этом острове длинное. Это веселит Луффи, Усоппа и Чоппера. С очень длинных ходуль, сделанных их бамбука, падает старик по имени Тондзит и говорит, что провел на этих ходулях 10 лет, так как не мог спуститься. Он проводит Луффи, Усоппа и Чоппера в свою хижину и рассказывает, что этот остров состоит из большого количества небольших островков, соединенных узкой полоской земли, которая обычно находится под водой и показывается только во время отливов, а именно раз в год. Племя этого старика кочует с острова на остров, переходя по той узкой полосе суши, которая показывается раз в год. | |                               |                      |
| 208 | Пиратская шайка Фокси и Разбой Дэви! «Fokushī Kaizokudan to Dēbī Bakku!» (フォクシー海賊団とデービーバック！)                                      | 305, 306                      | 7 ноября 2004 года   |
| Одновременно с пиратами Луффи на остров высаживаются пираты под началом Серебряного Лиса Фокси, который предлагает Луффи принять участие в пиратской игре "Раздача Дэви". Смысл игры заключается в том, что пираты соревнуются в различных испытаниях и та команда, которая проигрывает испытание, обязана отдать любого члена своей команды победившей команде на выбор победителей. Лис Фокси одержал 920 побед в этой игре, поэтому у него огромная команда из 499 человек. Несмотря на то, что Нами и остальные против участия, Луффи принимает предложение от Лиса, уверенный в победе. На острове пираты Лиса разбивают лагерь, больше похожий на ярмарку. | |                               |                      |
| 209 | Первое состязание! Один круг в Пончиковом заплыве «Dai ikkaisen! Gururi isshū Dōnatsu Rēsu» (第一回戦！ぐるり一周ドーナツレース)                   | 306, 307                      | 14 ноября 2004 года  |
| Начинается первое соревнование. Все пираты разбиваются на команды и строят из трех бочек лодку. Пираты Соломенной Шляпы разбиваются на три команды: в-первой Нами, Усопп и Робин, во-второй Зоро и Чоппер, в-третьей Луффи и Санджи. Так как у них нет плотника, лодки получились не очень хорошие, тогда как все 5 команд Лиса построили замечательные лодки. Гонка начинается. Пираты Лиса применяют различные уловки, но все они не действуют. | |                               |                      |
| 210 | Фокси Серебряный Лис! Безжалостные преграды «Gin Gitsune no Fokushī! Mōretsu bōgai kōsei!» (銀ギツネのフォクシー！猛烈妨害攻勢)                    | 308, 309                      | 21 ноября 2004 года  |
| Команда Луффи и Санджи, Зоро и Чоппера выбывают из гонки, как и все команды Лиса, кроме одной. В гонке осталась команда Нами и сильнейшая команда Лиса под руководством пиратки Порчи. Сам Лис в гонке участие не принимает, а лишь строит каверзы соперникам. Благодаря навигационным способностям Нами их лодка беспрепятственно проходит коралловые рифы с водоворотами, а лодка Порчи никак не может преодолеть эту преграду. Когда лодка Нами была почти у финиша, Серебряный Лис Фокси применил силу своего Дьявольского Фрукта Норо-Норо но Ми, который дает способность замедлять скорость любого объекта на 30 секунд. Лодка Нами замедлилась и победила команда Порчи. В свою команду Лис забрал Чоппера.                                                                                        | |                               |                      |
| 211 | Второе состязание! Забить гол в Хмельной круг «Dai ni kaisen! Buchikome Gurokkī Ringu!» (第二回戦！ブチ込めグロッキーリング)                       | 310, 311                      | 28 ноября 2004 года  |
| Суть испытания заключается в том, что двое должны забить мяч соперника в определенный круг. Но мячом должен быть тоже человек. В этом испытании от команды Луффи участвовать должны были Чоппер, Зоро и Санджи, но так как Чоппер теперь не с ними, участвуют только Зоро и Санджи. Мячом стал Снджи. Из-за того, что Санджи и Зоро не могут работать в команде и постоянно ругаются, несколькими ударами их побеждают поодиночке, используя запрещенное оружие. Судья отвернулся от поля, чтобы не видеть запрещенные приемы и не удалять своих товарищей. | |                               |                      |
| 212 | Череда красных карточек! Хмельной круг «Reddo Kādo renpatsu! Gurokkī Ringu» (レッドカード連発！グロッキーリング)                                   | 312, 313                      | 5 декабря 2004 года  |
| В последний момент Зоро и Санджи решают поработать в команде и с легкостью забивают вражеский мяч в круг. Они выигрывают. Луффи, на удивление многих, требует Фокси вернуть не Чоппера, а Шерри, лошадь местного жителя, которую пираты похитили. Шерри возвращается к хозяину. Чоппера Луффи просит еще немного потерпеть. | |                               |                      |
| 213 | Третье состязание! Кружим, кружим в гонке на роликах! «Daisan kaisen! Guruguru Rōrā Rēsu!» (第三回戦！ぐるぐるローラーレース！)                    | Нет (филлер)                  | 12 декабря 2004 года |
| В этом испытании участвуют все, кроме Санджи и Зоро. Луффи, который должен бежать целых два круга, оказывается, не умеет кататься на роликах. Поэтому проигрывает первый круг. Второй пираты Соломенной Шляпы также проиграли. | |                               |                      |
| 214 | Ожесточённая гонка! Пробиваясь к финальному раунду! «Hakunetsu bakusō rēsu! Saishū raundo totsunyū» (白熱爆走レース！最終ラウンド突入！)           | Нет (филлер)                  | 19 декабря 2004 года |
| Однако третий и четвертый круг им удалось выиграть.На пятом круге Робин направляет луч Фокси на него самого. Это дает Луффи время и он выигрывает гонку. | |                               |                      |
| 215 | Ревущая бомбардировка из подач! Пиратские вышибалы! «Unaru nekkyū gōkyū! Kaizoku Dojjibōru!» (うなる熱球剛球！)                                    | Нет (филлер) + 313 (частично) | 9 января 2005 года   |
| После победы Луффи забирает Чоппера обратно, но по глупости принимает новый вызов Фокси. | |                               |                      |
| 216 | Состязание на обрыве! Ночь наступает, всё замирает! «Dangai no kessen! Daruma-san ga koronda!» (断崖の決戦！だるまさんがころんだ！)                | Нет (филлер) + 313 (частично) | 9 января 2005 года   |
| Фокси решает забрать Робин у Луффи, на этот раз из-за её способности Дьявольского Плода. Следующий матч — гонка на вершину острова. | |                               |                      |
| 217 | Сражение капитанов! Последнее состязание — Поединок! «Kyaputen taiketsu! Saishūsen Konbatto!» (キャプテン対決！最終戦コンバット！)                 | 313, 314                      | 16 января 2005 года  |
| Чоппер снова покидает команду Луффи, и Луффи с Фокси сходятся в последней схватке: битве грубой силы на корабле Фокси. | |                               |                      |
| 218 | Залп лучей Тормоз-Тормоз против непоколебимого Луффи «Zenkai Noro Noro Kōgeki tai Fujimi no Rufi» (全開ノロノロ攻撃VS不死身のルフィ)               | 315, 316                      | 23 января 2005 года  |
| Луффи продолжает сражаться с Фокси, несмотря на невыгодные условия, и битва перемещается внутрь корабля Фокси. | |                               |                      |
| 219 | Величественный и жаркий поединок! Судьбоносное заключение «Sōzetsu nettō konbatto! Unmei no saishū ketchaku!» (壮絶熱闘コンバット！運命の最終決着) | 317, 318                      | 30 января 2005 года  |
| Луффи наконец побеждает Фокси, используя его же тактику против него самого. Распрощавшись с новыми временными попутчиками, Пираты Соломенной Шляпы отправляются на поиски корабельного мастера. | |                               |                      |

### Океанский Сон (филлер)
| 220 | Потеряли память? Или, может, её украли? Кто вы вообще такие? «Ushinatta? Ubawareta? Omae wa dare da?» (失った？奪われた？おまえはだれだ？)                               | Нет (филлер) | 6 февраля 2005 года  |
| Тёмной ночью таинственный незнакомец похищает воспоминания команды. К утру только Робин остаётся единственной, кто помнит все приключения Пиратов Соломенной Шляпы. Её попытки удержать команду вместе терпят неудачу — Нами и Зоро уходят каждый своей дорогой. | |              |                      |
| 221 | Таинственный мальчишка с горном и дедукция Робин! «Fue o daita nazo no shōnen to Robin no suiri!» (笛を抱いた謎の少年とロビンの推理！)                                   | Нет (филлер) | 13 февраля 2005 года |
| Робин предполагает, что память потеряли только те, кто спал. Тогда Луффи и остальные вспоминают, что видели таинственного мальчика, игравшего на какой-то флейте. Позже той же ночью они замечают этого мальчика снаружи, и Луффи пытается напасть на него. В последний момент он радостно кричит, что его воспоминания вернулись.                                           | |              |                      |
| 222 | Вернём потерянные воспоминания! Пиратская шайка сходит на остров «Iza kioku o Dakkan se yo! Kaizokudan shima ni jōriku» (いざ記憶を奪還せよ！海賊団島に上陸)             | Нет (филлер) | 20 февраля 2005 года |
| Ночью Усопп, Чоппер и Санджи задаются вопросом, как вообще оказались на «Гоинг Мерри». Утром Усопп строит плот, и они отправляются на остров, где снова встречают Нами. Тем временем мальчик обращает своё внимание на Зоро. | |              |                      |
| 223 | Зоро обнажает клыки! Дикий зверь преграждает путь! «Kiba o muku Zoro! Tachihadakatta yajū» (牙をむくゾロ！立ちはだかった野獣！)                                          | Нет (филлер) | 27 февраля 2005 года |
| На пути к «Дворцу Морского Бога» группа Робин сталкивается с Зоро, находящимся под чарами. Похоже, он жаждет боя, поэтому Луффи велит остальным идти дальше без него. Им удаётся схватить мальчика, но оказывается, что их воспоминания крадёт не он, а звук его свистка. Зоро возвращается — всё ещё под влиянием, — но Луффи уже исчез.                                    | |              |                      |
| 224 | Последний контрудар похитителя воспоминаний раскрывает его истинную натуру! «Honjō o arawashita kioku dorobō no saigo no gyakushū!» (本性を現した記憶泥棒の最後の逆襲！) | Нет (филлер) | 6 марта 2005 года    |
| Луффи возвращается и выбивает дурь из Зоро. Загнанный в угол, морской конь создаёт иллюзии людей из их воспоминаний, чтобы отвлечь команду. Он похищает их память полностью и заявляет, что теперь стал Сенненрю (Тысячелетним драконом). Луффи побеждает его и возвращает воспоминания, но местные жители почему-то уверены, что это Пираты Соломенной Шляпы — воры памяти! | |              |                      |

### Возвращение Фокси (филлер)
| 225 | Мужественный гордец! Фокси Серебряный Лис «Хокори такаки отоко! Гин гицунэ но Фокси» (誇り高き男！銀ギツネのフォクシー)                       | Нет (филлер) + 303 (частично) | 13 марта 2005 года |
| Луффи спасает Фокси, Гамбурга и Порш из морского шторма. Когда они воссоединяются с кораблём «Секси Фокси», оказывается, что им теперь командует кто-то другой. Фокси соглашается на «Поединок Дэйви Бэка», чтобы вернуть свой корабль и команду. Надев афро-парик снова, Луффи клянётся разгромить нового капитана. | |                               |                    |
| 226 | Он практически непобедим? И невероятно опасен!" «Моттомо мутеки ни тикай яцу? То моттомо кикэнна отоко!» (最も無敵に近い奴？と最も危険な男！) | Нет (филлер) + 318 (частично) | 20 марта 2005 года |
| Фокси возвращает свою команду, но затем захватывает Пиратов Соломенной Шляпы. Нами и Луффи вступают в схватку с Фокси, и хотя он побеждён, его команда всё равно принимает его обратно. Позже они прибывают на остров, где встречают человека, которого знает Робин — морского дозорного по имени Аокидзи.           | |                               |                    |

### Уотер-Севен
| 227 | Адмирал флота Синий Фазан! Угрожающая мощь сильнейших бойцов Морского Дозора «Кайгун хомбу дайсё: Аокидзи! Сайко: сэнрёку но кё:и» (海軍本部大将青キジ！最高戦力の脅威)    | 319, 320      | 27 марта 2005 года    |
| Адмирал Морского Дозора Аокидзи, которого они встретили, кажется на редкость ленивым. Сначала он демонстрирует силу своего Дьявольского Плода, замораживая море, чтобы помочь потерпевшим кораблекрушение добраться до берега. Но, к несчастью, он твёрдо намерен захватить Робин. Луффи, Санджи и Зоро бросаются в атаку, но их силы явно несопоставимы. | |               |                       |
| 228 | Резина и лёд один на один! Луффи против Синего Фазана «Гому то ко:ри но икки ути! Луффи тай Аокидзи» (ゴムと氷の一騎打ち！ルフィVS青キジ)                                  | 320, 321, 322 | 27 марта 2005 года    |
| Робин заморожена Аокидзи, и Луффи приказывает команде спасаться вместе с ней. На «Гоинг Мерри» Усопп и Чоппер отчаянно пытаются разморозить её под душем. Луффи терпит поражение, но Аокидзи оставляет его в живых — он считает, что дозорные "должны" Луффи за разгром Крокодайла. Когда команда наконец оттаивает, они продолжают плавание как ни в чём не бывало. Зоро замечает гигантскую лягушку, о которой они слышали, и они бросаются в погоню — к острову с маяком. Но похоже, что корабль пойдёт ко дну раньше, чем они доберутся до берега… | |               |                       |
| 229 | Мчащийся мореходный поезд и город на воде Уотер-Севен «Со:дзо: кайрэцуся то мидзу но минато Ватер Сэбун» (疾走海列車と水の都ウォーターセブン)                              | 322, 323, 324 | 17 апреля 2005 года   |
| После того как «Гоинг Мерри» чудом избегает столкновения с «морским поездом» (который, кстати, сбивает гигантскую лягушку, пытавшуюся его остановить), Пираты Соломенной Шляпы знакомятся со смотрительницей станции Кокоро, её внучкой Чимни и её котом-кроликом Гонбе. Кокоро успокаивает команду: лягушка по имени Ёкодзуна совершенно не пострадала — она просто постоянно меряется силами с поездом «Паффинг Том», соединяющим ближайшие острова. Заодно она объясняет, что лог-пос приведёт их в Уотер Севен, город-канал корабельных мастеров, где можно починить корабль. Луффи получает от неё карту и рекомендательное письмо к главе гильдии корабельщиков — Айсбергу. Добравшись до Уотера Севена, команда разделяется: Луффи, Нами и Усопп отправляются обменять золото и арендовать лодки, запряжённые рыбоподобными морскими тварями — Ягарами. | |               |                       |
| 230 | Приключение в городе на воде! Держим путь к огромной судоверфи «Суйдзё: тоси но бо:кэн! Мэдзасэ кёдай дзо:сен кудзё:» (水上都市の冒険！目指せ巨大造船工場)                 | 323, 324, 325 | 24 апреля 2005 года   |
| Луффи, Нами и Усопп сталкиваются с довольно странными взглядами от местных жителей, а затем отправляются в "аттракцион" по бурным каналам Уотера Севена, напоминающим американские горки. Луффи узнаёт, что несколько пиратов были жестоко избиты таинственными мастерами — членами компании «Галли-Ла». Тем временем Чоппер теряет Робин из виду — к ней подходит человек в маске, а Зоро на «Гоинг Мерри» сталкивается с подозрительными незнакомцами... | |               |                       |
| 231 | Клан Фрэнки и господин Айсберг «Франки икка то Айсберг сан!» (フランキー一家とアイスバーグさん)                                                                            | 325, 326      | 1 мая 2005 года       |
| Зоро приходит в себя и прогоняет банду «Семейки Фрэнки» — головорезов, охотящихся на пиратов. Тем временем группа Луффи обменивает золото, добытое на Скайпии, на 300 000 000 белли. Вскоре они добираются до Дока №1, где встречают человека, подозрительно похожего на Усоппа — Каку, старшего плотника компании «Галли-Ла». Тот прыгает на борт «Гоинг Мерри» для осмотра, пока команда разговаривает с Айсбергом. Но тут случается беда: Усопп теряет все деньги, которые ему доверили — их крадёт «Семейка Фрэнки». | |               |                       |
| 232 | Компания Гэлли-Ла! Восхитительный док №1 «Гарэ:ра Компани! Сё:кан итибан Докку» (ガレーラカンパニー！壮観一番ドック)                                                       | 326, 327      | 15 мая 2005 года      |
| «Семейка Фрэнки» уже почти скрывается с деньгами Пиратов Соломенной Шляпы, но неожиданно вмешивается Паули из «Галли-Ла» — правда, лишь потому, что сам убегал от сборщиков долгов! Деньги удаётся спасти благодаря другому члену компании — Робу Луччи, который не даёт Паули присвоить их. Тем временем помощница Айсберга Калифа проводит Луффи, Нами и Усоппа по Доку №1, рассказывая, как Айсберг создал «Галли-Ла». Но тут новая беда: Усопп и 200 000 000 белли (которые он нёс) таинственно исчезают, вернувшийся с осмотра Каку объявляет шокирующую новость: киль «Гоинг Мерри» повреждён невосстановимо (его уже не починить). | |               |                       |
| 233 | Инцидент с похищением пирата и пиратский корабль, ожидающий кончины «Kaizoku yuukai jiken to shi wo motsudake no kaizokusen» (海賊誘拐事件と死を待つだけの海賊船)          | 328, 329      | 22 мая 2005 года      |
| Луффи отказывается верить, что «Галли-Ла» не может починить «Гоинг Мерри» — но тут он и Нами замечают не только исчезновение Усоппа, но и то, что возвращённые им чемоданы пусты. Нами решает отправиться в «Дом Фрэнки», но по дороге находит самого Усоппа — в жалком состоянии. Он еле стоит на ногах, но отказывается от помощи и упрямо идёт к дому Фрэнки в одиночку, а Нами спешит обратно на корабль за подмогой. | |               |                       |
| 234 | Спасём нашего соратника! Штурм Фрэнки-Хаус «Nakama kyūshutsu! Nagarikomi Furankī Hausu» (仲間救出！殴り込みフランキーハウス)                                               | 329, 330, 331 | 5 июня 2005 года      |
| Луффи, Санджи, Зоро и Чоппер идут по кровавому следу Усоппа прямиком в «Дом Фрэнки» — и находят его без сознания у входа. Он пытался в одиночку отобрать деньги у лидера банды — Фрэнки, но тот уже скрылся с награбленным. Не долго думая, четверка начинает погром всей «Семейки Фрэнки». После погрома они уничтожили их штаб «Дом Фрэнки». Четверка понимает, что деньги уже не вернуть. Ну а Луффи наконец признаёт горькую правду, что «Гоинг Мерри» нельзя починить. | |               |                       |
| 235 | Грандиозная схватка при лунном свете! Пиратский корабль горестно трепещет! «Gekka no dai kenka! Kanashimi ni hirugaeru kaizoku hata!» (月下の大喧嘩！哀しみに翻る海賊旗！) | 331, 332      | 12 июня 2005 года     |
| Как только они возвращаются на корабль, Луффи объясняет Усоппу, терзаемому чувством вины, что «Гоинг Мерри» больше не подлежит ремонту и вместо этого он решил приобрести новый корабль. Усопп считает, что Луффи отказался от достоинства их корабля, и говорит, что покидает команду, вызывая Луффи на дуэль ночью. | |               |                       |
| 236 | Луффи против Усоппа! Дух сражающихся мужчин «Rufi VS Usoppu! Butsukaru otoko no iji» (ルフィvsウソップ！ぶつかる男の意地)                                                  | 332, 333      | 19 июня 2005 года     |
| Усопп сражается с Луффи, чтобы решить, кто оставит себе «Гоинг Мерри»; выкладываясь по полной, держа нерешительного Луффи в напряжении, пока он и другие вспоминают время, проведённое с Усоппом. Даже после сильного избиения Луффи побеждает Усоппа, прежде чем он и команда оставляют его и корабль позади. | |               |                       |
| 237 | Город на воде потрясён! Покушение на Айсберга «Gekishin mizu no miyako! Newareta Aisubāgu» (激震水の都！狙われたアイスバーグ)                                              | 334, 335      | 3 июля 2005 года      |
| 238 | Резина-Резиновый человек против огнедышащего киборга «Gomugomu ningen VS hi o fuku kaizō ningen» (ゴムゴム人間VS火を吹く改造人間)                                          | 335, 336, 337 | 10 июля 2005 года     |
| 239 | Преступники — шайка Соломенной Шляпы? Стражи города на воде «Hannin wa mugiwara kaizokudan? Mizu no miyako no yōjinbo» (犯人は麦わら海賊団？水の都の用心棒)                | 337, 338, 339 | 31 июля 2005 года     |
| 240 | Прощайте навеки? Девушка, что живёт во тьме, Нико Робин «Eien no wakare? Yami o hiku onna Niko Robin» (永遠の別れ？闇を引く女ニコ・ロビン)                                 | 339, 340      | 7 августа 2005 года   |
| 241 | Поймаем Робин! Решимость шайки Соломенной Шляпы «Robin o tsukamaero! Mugiwara ichimi no ketsui» (ロビンを捕まえろ！麦わら一味の決意)                                       | 340, 341, 342 | 14 августа 2005 года  |
| 242 | Приступаем по сигналу взрыва! ЦП9 начинает действовать «Aizu wa hōgeki to tomo ni! Ugokidashita CP9» (合図は砲撃と共に！動き出したＣＰ９)                                  | 342, 343      | 21 августа 2005 года  |
| 243 | ЦП9 срывает свои маски! Их шокирующие истинные лица «Kamen o totta CP9! Sono odoroki no sugao» (仮面を取ったＣＰ９！その驚きの素顔)                                        | 343, 344, 345 | 4 сентября 2005 года  |
| 244 | Тайные узы! Айсберг и Фрэнки «Hisometa kizuna! Aisubāgu to Furankī» (秘めた絆！アイスバーグとフランキー)                                                                   | 346, 347, 358 | 11 сентября 2005 года |
| 245 | Возвращайся к нам, Робин! Сражение с ЦП9! «Kaette koi Robin! CP9 to no taiketsu!» (帰って来いロビン！ＣＰ９との対決！)                                                     | 347, 348      | 18 сентября 2005 года |
| 246 | Шайка Соломенной Шляпы побеждена? Ужасающий плод модели «Леопард» «Mugiwara kaizokudan zenmetsu? Moderu hyō no kyōi» (麦わら海賊団全滅？モデル豹（レオパルド）の脅威！)    | 349, 350      | 23 октября 2005 года  |
| 247 | Его полюбил корабль! Слёзы Усоппа! «Fune kara mo aisareta otoko! Usoppu no namida!» (船からも愛された男！)                                                                 | 350, 351, 352 | 30 октября 2005 года  |
| 248 | Прошлое Фрэнки! День, когда мореходный поезд тронулся «Furankī no kako! Umi ressha ga hashitta hi» (フランキーの過去！海列車が走った日)                                    | 352, 353, 354 | 6 ноября 2005 года    |
| 249 | Заговор Спандама! День, когда мореходный поезд дрогнул «Supandamu no inbō! Umi ressha ga ureta hi» (スパンダムの陰謀！海列車が揺れた日)                                    | 353, 355, 356 | 13 ноября 2005 года   |
| 250 | Кончина легендарного мужчины! День, когда мореходный поезд рыдал «Densetsu no otoko no saigo! Umi ressha ga naita hi» (伝説の男の最期！海列車が泣いた日)                   | 356, 357, 358 | 27 ноября 2005 года   |
| 251 | Правда, сокрытая предательством! Душераздирающее решение Робин! «Uragiri no shinsō! Robin no kanashiki ketsui!» (裏切りの真相！ロビンの哀しき決意！)                       | 358, 359      | 27 ноября 2005 года   |
| 252 | Паровой гудок разлучает соратников! Мореходный поезд отправляется в путь «Nakama o hikihanasu kiteki! Hashiridasu umi ressha» (仲間を引き離す汽笛！走り出す海列車)         | 360, 361      | 4 декабря 2005 года   |
| 253 | Вторжение Санджи! Битва на мореходном поезде в бурю! «Sanji totsunyū! arashi no naka no umi ressha batoru!» (サンジ突入！嵐の中の海列車バトル！)                           | 361, 362      | 11 декабря 2005 года  |
| 254 | Крик души Нами! Возвращение Луффи Соломенной Шляпы! «Nami tamashii no sakebi! Mugiwara no Rufi fukukatsu!» (ナミ魂の叫び！麦わらのルフィ復活！)                            | 363, 364, 365 | 22 января 2006 года   |
| 255 | Ещё один мореходный поезд? «Несравненная Ракета» сходит на воду! «Mō hitotsu no umi ressha? Rokettoman shutsugeki» (もう一つの海列車？ロケットマン出撃)                    | 364, 365      | 29 января 2006 года   |
| 256 | Спасём наших соратников! Клятва, что примирила врагов! «Nakama o sukue! Kobushi ni chikatta teki dōshi no kizuna!» (仲間を救え！拳に誓った敵同士の絆！)                    | 358, 366      | 5 февраля 2006 года   |
| 257 | Прорвёмся сквозь волну! Мощнейшее комбо Луффи и Зоро! «Nami o sake! Rufi to Zoro no saikyō gattai waza» (波を砕け！ルフィとゾロの最強合体技)                               | 366, 367      | 26 февраля 2006 года  |
| 258 | Кто этот таинственный герой?! Имя ему - Царь-Снайпер! «Nazo no otoko tōjō!? Sono na wa Sogekingu!» (謎の男登場！？その名はそげキング！)                                    | 368, 369      | 5 марта 2006 года     |
| 259 | Кулинарный поединок! Санджи против лапшичного кэмпо «Kokku taiketsu! Sanji VS Rāmen kenpō» (コック対決！サンジVSラーメン拳法)                                              | 369, 370      | 12 марта 2006 года    |
| 260 | Поединок на крыше! Фрэнки против Нерона «Неро Yane no Ue no Kettō! Furankī VS Nero» (屋根の上の決闘！フランキーVSネロ)                                                     | 370, 371, 372 | 19 марта 2006 года    |
| 261 | Жаркая схватка! Демон-рассекатель Зоро против Рассекателя Кораблей Ти-Боуна! «Gekitotsu! Onigiri Zoro VS funegiri T Bōn» (激突！鬼斬りゾロVS船斬りTボーン)                 | 371, 372, 373 | 2 апреля 2006 года    |
| 262 | Борьба за Робин! Хитроумный ход Царь-Снайпера!!! «Robin sōdatsusen! Sogekingu no kisaku!!» (ロビン争奪戦！そげキングの奇策！！)                                            | 373, 374      | 16 апреля 2006 года   |
| 263 | Остров правосудия! Эниес-Лобби во всей своей красе! «Shihō no shima! Eniesu Robī no zenbō» (司法の島！エニエス・ロビーの全貌！)                                            | 374, 375      | 30 апреля 2006 года   |